# Hawker Typhoon
Hawker Typhoon je britanski lovački jednokrilac jednosjed koji se intenzivno koristio u drugom svjetskom ratu. U prvoj godini dolaska na bojišta, Typhoon se pokazao kao nepouzdan zrakoplov s problemima u dijelovima krila koji dovode do nekoliko nesreća. Početkom 1942., pojavljuje se nova inačica s poboljšanom izvedbom krila. Ove promjene ne poboljšavaju brzinu penjanja te se zrakoplovu mijenja namjena i počinje se koristiti kao bombarder. Svoja najveća dostignuća u namjeni kao bombarder, ovaj zrakoplov zabilježava 1943., kada naoružan raketama danju i noću izvodi napade na neprijateljske oklopne postrojbe. 

## Razvoj

### Počeci
Tvrtka Hawker Aircraft osnovana je još 1920. godine kao H.G. Hawker Engineering, a 1933. promijenila je ime u Hawker Aircraft Limited. Iako je napravila više od trideset različitih tipova aviona, od kojih neke i u serijama od više tisuća primjeraka, trajno će ostati poznata po samo jednom - lovcu Hurricane. Hurricane je razvijen sredinom tridesetih godina 20. stoljeća, a slavu je stekao u Bitki za Veliku Britaniju. I prije nego što je 1937. godine započela njegova serijska proizvodnja, tadašnji glavni projektant tvrtke Hawker, Sydney Camm, započeo je s razvojem lovca koji će ga zamijeniti. Osnovna zadaća novog lovca trebala je biti borba protiv bombardera i eskortnih lovaca na srednjim i velikim visinama. Zbog toga je od samog početka određeno da novi lovac mora dobiti snažan (veliki) motor i jako topničko naoružanje. Prve idejne skice Camm je načinio još 1935. godine, a 1937., kad je postalo jasno da se nacistička Njemačka ponovno naoružava, započelo je i konkretnije projektiranje. Sve do siječnja 1938. novi je lovac razvijan kao privatni projekt tvrtke Hawker. Naime, tog je mjeseca tadašnje ministarstvo zrakoplovstva izdalo specifikaciju F.18/37 tražeći novi lovac jednosjed, koji će imati barem 20 posto veću brzinu i visinu djelovanja od Hurricanea. Da bi se to postiglo, avion je trebao dobiti snažan 24-cilindrični motor snage 2000 KS. Projektanti su na izbor imali dva motora - Rolls-Royce Vulture X i Napier Sabre H. Osim toga, specifikacija je tražila i naoružanje od dvanaest strojnica kalibra 7,7 mm. Sydney Camm se još u ožujku 1937., dok je radio na prvim planovima novog lovca, odlučio za motor Napier Sabre i za smještaj svih dvanaest strojnica u krila. Na zahtjev ministarstva zrakoplovstva, Camm je napravio još jedan projekt koji se od izvornog razlikovao samo po uporabi motora Rolls-Royce Vulture. Kako bi ih se razlikovalo avion s Napierovim motorom označen je kao Type N, a s Rolls-Roycevim kao Type R.

### Tornado i Typhoon
Cammovi prijedlozi službeno su prihvaćeni 22. travnja 1938., a 30. kolovoza Hawker je dobio narudžbu za izradu po dva prototipa svakog modela. Kako bi konstrukcija trupa i krila izdržala naprezanja uzrokovana uporabom snažnog motora i brojnog naoružanja, napravljena je potpuno od metala. Da bi se dobio prostor za smještaj velikih motora, cijeli je avion bio predimenzioniran. Naime, ni tvrtka Napier ni Rolls-Royce nisu razvijali svoje motore iz početka nego su ih napravili spajanjem već postojećih. Tako je Sabre nastao spajanjem dvaju dvanaestcilindričnih rednih motora u tzv. H-block konfiguraciju, a Vulture spajanjem dvaju V-12 Peregrina. Međutim, nisu ih spojili jedan iza drugog nego su, da bi smanjili dužinu motora, postavili jedan pokraj drugog te ih spojili zajedničkom radilicom i tako dobili tzv. X-block. U teoriji je X-block bio idealan, ali je u praksi bio čista katastrofa.

Usprkos tome, Rolls-Royce je uspio dovršiti Vulturu nešto prije nego što je Napier dovršio Sabre, tako da je prvi Type R prototip poletio 6. listopada 1939. Otprilike u isto vrijeme dodijeljeno mu je službeno ime Tornado, a Type N dobio je ime Typhoon. Prva su letna testiranja Tornada obećavala, pa je britansko ratno zrakoplovstvo već u studenom iste godine naručilo 1000 primjeraka. Međutim, uskoro se pokazalo da je motor Vulture kronično nepouzdan. U međuvremenu je 30. prosinca 1939. tvrtka Napier uspjela isporučiti prvi motor Sabre, tako da je prvi prototip Typhoona (P5212) osposobljen za prvi let 24. veljače 1940. Kako je 2. svjetski rat već odavno započeo, britansko ministarstvo obrane je odmah zatražilo početak priprema za njegovu serijsku proizvodnju. Zanimljivo je da je sama proizvodnja dodijeljena tvrtki Glosetr Aircraft, koja će se nešto kasnije proslaviti prvim britanskim mlaznim lovcem Meteor. Prva su letna testiranja pokazala da bi Typhoon mogao biti odličan lovac, naročito jer je upravljivost pri velikim brzinama bila vrlo dobra. Međutim, pri malim brzinama Typhoon se ponašao "svojeglavo". No, kako je bio namijenjen za djelovanje na velikim visinama i pri velikim brzinama, to nije bio veći nedostatak. Nešto veći problem bila je tendencija da se tijekom polijetanja avion nekontrolirano zanese udesno. Još veći problem bile su vibracije velikog i 2000 KS snažnog motora. Kako je Typhoon imao vrlo kratki nos, te je stražnji dio motora bio iznad napadnog ruba krila, vibracije su se prenosile na krila, posebno na njihov prednji dio, baš tamo gdje se stvarao uzgon. Osim toga vibracije su se prenosile i na ostatak strukture aviona. Tako su vibracije, tijekom leta prvog prototipa 9. svibnja 1940., uzrokovale popuštanje konstrukcije trupa. Samo je svojim velikim umijećem probni pilot Philipa G. Lucasa uspio spustiti oštećeni avion, koji se doslovno raspadao. Usprkos tome, prvi je prototip popravljen te su nastavljena letna testiranja. Ona su intenzivirana kad je 3. svibnja 1941. poletio i drugi prototip.
No ni Sabre se nije pokazao ništa pouzdanijim od Vulture. Usprkos tome Rolls-Royce je uspio nagovoriti britansko ratno zrakoplovstvo da Vulturama opremi bombardere Avro Manchester. Čak je proizvedeno dovoljno primjeraka da se opremi jedna borbena eskadrila. Kako su avioni, uglavnom zbog kvarova na Vulturama, više stajali na popravku nego bili u zraku, RAF je na kraju zatražio da se Manchesteri opreme motorima Rolls-Royce Merlin. Tako je nastao bombarder Lancaster, a Manchesteri su neslavno povučeni iz operativne uporabe.

Neuspjeh Manchestera i sve veći zahtjevi za Merlinom, na kraju su natjerali Rolls-Royce da potpuno prekine proizvodnju Vultura, što je dovelo i do obustave razvoja Tornada. Naravno, serijsku proizvodnju više nitko nije niti spominjao iako je u kolovozu 1940. poletio prvi serijski primjerak. Tako su se sve nade preusmjerile na Typhoon. Nakon obustave proizvodnje Vultura, tvrtka Hawker je uspjela dobiti dozvolu da na drugi prototip Tornada ugradi motor Bristol Centaurus. Tako opremljeni prototip prvi je put poletio 23. listopada 1941. Letna su testiranja pokazala da Tornado s motorom Centaurus ne samo da ima znatno veću pouzdanost, već i bolje letne odlike, čak i u odnosu na Typhoon s motorom Sabre. Iako je bilo logično da se nastavi razvoj Tornada s Centaurus motorom, tadašnji maršal zrakoplovstva Wilfried Freeman obustavio je daljnji razvoj, obrazlažući odluku potrebom da se ubrza razvoj Typhoona kako bi RAF što prije dobio novi lovački avion. U međuvremenu je i Centaurus zapao u probleme pa se ta odluka pokazala ispravnom.
Tako su motori odlučili da RAF dobije samo jedan lovac, Typhoon. Usprkos problemima, a zbog stalnih izvještaja da njemačka zrakoplovna industrija razvija sve naprednije bombardere i lovačke avione, serijska je proizvodnja Typhoona pokrenuta u svibnju 1941., a prvi su avioni predani RAF-u u rujnu iste godine. Ubrzo je Typhoon dobio nadimak Tiffy.

## Povijest korištenja
Prva proizvodna inačica bila je Typhoon IA naoružana s 12 strojnica kalibra 7,7 mm. Usprkos velikoj potražnji proizvedeno je samo 105 primjeraka, uglavnom zbog nedostataka strojnica. Zbog toga je odlučeno da će se sve ostale inačice opremiti s četiri topa Hispano Mark II kalibra 20 mm. Četiri su topa tijekom pucanja stvarala dodatne vibracije, pa su prije početka serijske proizvodnje drugi prototip opremili topovima kako bi utvrdili hoće li konstrukcija krila izdržati dodatna naprezanja. Iako je Typhoon imao velika krila Hispano Mark II topovi imali su izrazito duge cijevi (čak 80 kalibara) koje su virile ispred napadnog ruba krila. Nova je inačica označena kao Typhoon IB.
RAF-ovi su piloti ubrzo otkrili da je Typhoon brz na malim visinama, ali da ima malu brzinu penjanja i loše letne odlike na većim visinama. Zapravo potpuno obrnuto od prvobitnih zahtjeva za lovačkim avionom namijenjenim obaranju bombardera i eskortnih lovaca. Osim toga vidljivost iz kabine bila je vrlo loša. Komande su bile tvrde i teške za pokretanje. Upravljivost pri malim brzinama loša, a Sabre motor je imao tendenciju samozapaljenja tijekom startanja. Osim toga, morao je ići na remont nakon samo 25 sati rada. Da stvar bude gora za pilote, prva serija Typhoona imala je problem i s ulaskom ispušnih plinova iz motora u pilotsku kabinu, zbog čega su piloti cijelo vrijeme morali nositi masku s kisikom, bez obzira na visinu leta. Sve bi to bili manje zabrinjavajući nedostaci da ubrzo nije otkriveno kako, zbog vibracija motora, repni dio ima tendenciju otpadanja. Zbog toga ne začuđuje što je od prva 142 isporučena primjerka samo sedam prošlo bez većih nesreća, te da su Typhooni "došli glave" desecima probnih pilota. Kako bi se spriječilo otpadanje repa, dodano je ojačanje, tzv. fishplates, ali su svi ostali problemi ostali. Zbog toga ne začuđuje što je RAF-ov glavni stožer ubrzo počeo razmišljati o prestanku serijske proizvodnje i povlačenju Typhoona iz operativne uporabe, u koju u stvari i nije uveden. "Spasio" ga je najnoviji njemački lovac-bombarder Focke-Wulf FW-190, koji je u većem broju počeo ulaziti u operativnu uporabu krajem 1941. godine. Njemačko ratno zrakoplovstvo (Luftwaffe) počelo je rabiti FW-190 kao brze jurišne avione, koji su na malim visinama dolijetali preko La Manchea do engleske obale i napadali obalne instalacije i strateške ciljeve (npr. radare). U tom trenutku jedino je Typhoon bio dovoljno brz da ulovi napadače. Kad se Luftwaffe preusmjerio na invaziju Sovjetskog Saveza i bitno smanjoa napade na Veliku Britaniju, RAF je dobio priliku da se ozbiljnije pozabavi poboljšanjima Tyhpoona. 

### Lovačko-bombarderska uloga
Ubrzo je postalo očito da su Fiffyjev veliki i jak trup, snažan motor i moćno naoružanje odlični za napade na ciljeve na zemlji. Zbog toga su napravljene probe s dva dopunska spremnika za gorivo, dvije bombe mase 450 kg i po jednim lanserom pod svakim krilom naoružanih s po osam nevođenih raketa zrak-zemlja mase 27 kg. Uz to zadržano je moćno topničko oružje od četiri topa kalibra 20 mm, svaki s po 150 granata. Zanimljivo je da se tijekom testiranja uporabljivosti nevođenih raketa zrak-zemlja dogodila neobična nezgoda. Naime, jedan se Typhoon tijekom lansiranja raketa nekontrolirano propeo te je jedna raketa proletjela kroz krilo Typhoona koji je letio ispred njega. Na svu sreću bojna je glava bila inertna. Usprkos tome na krilu je nastala velika rupa, koja, na iznenađenje pilota, nije bitno poremetila stabilnost aviona, pa ga je uspio sigurno spustiti. Tako je neplanirano Typhoon prošao i svojevrsni test izdržljivosti na oštećenja.

Tako opremljeni svi su Typhooni prebačeni u lovačko-jurišne postrojbe s osnovnom namjenom uništavanja ciljeva na zemlji i manjih priobalnim plovila. Kombinacija četiri topa od 20 mm i šesnaest nevođenih raketa zrak-zemlja pokazala se posebno učinkovitom protiv parnih lokomotiva. S jedne strane dugačak trag dima omogućavao je lagano otkrivanje kompozicija, a velika brzina i snažno naoružanje bili su smrtonosni za osjetljive parne strojeve. Tako su u vrijeme najintenzivnijeg djelovanja Typhooni u Francuskoj uništavali i do 150 lokomotiva i kompozicija mjesečno. Ubrzo se pokazalo da Typhoon ima jedan, ne baš rijedak problem. Naime, siluetni oblik trupa i krila bio je sličan njemačkom Focke-Wulfu FW-190, avionu koji je isto tako intenzivno djelovao nad La Mancheom i tamošnjom engleskom obalom. Nervozne i na okidačima lake britanske posade protuzračnih topova često su otvarale paljbu i na Typhoone, jer su mislile da vide FW-190. Bogato ratno iskustvo donijelo je i veliku preciznost pa su Typhooni odjednom bili u većoj opasnosti iznad Engleske nego iznad Francuske. Iako ne postoje točni službeni podaci koliko je engleska protuzračna obrana uspjela oboriti Typhoona, taj je problem bio dovoljno velik da se razmotre rješenja. Kao najjednostavnije, najučinkovitije i najbrže pokazala se uporaba nove sheme bojanja donjeg dijela krila i stražnjeg dijela trupa zebrastim crno-bijelim prugama. Dobra strana ovog rješenja je bila što su Typhooni postali prepoznatljivi za englesku protuzračnu obranu, a loša što su isto tako bili prepoznatljivi (i lako uočljivi) i za njemačku s druge strane kanala. Usprkos tome, ista će se zebrasta crno-bijela shema bojanja primjenjivati i na sve ostale savezničke (uglavnom američke) avione koji će iz Velike Britanije djelovati protiv ciljeva u Francuskoj, Belgiji, Nizozemskoj, Danskoj i Njemačkoj. Tako su svi saveznički avioni, čak i transportne jedrilice, 6. lipnja 1944., na dan početka iskrcavanja na Normandiju, imali te tzv. invazijske pruge.
Uvidjevši da konačno u svom sastavu ima moćan jurišni avion, RAF nije dopuštao nikakve veće izmjene koje bi mogle usporiti proizvodnju. Zbog toga će Typhoon ostati jedinstveni borbeni avion 2. svjetskog rata koji će imati samo dvije inačice. Usprkos tome, Hawker i Gloster su uspijevali, malo-pomalo, unositi izmjene kako bi ga poboljšali i otklonili uočene nedostatke. Iako službeno nikad nije napravljena inačica Typhoon IC, ona je ipak, korak po korak, uvedena u serijsku proizvodnju. Najočitija izmjena bila je uporaba novog, kapljičastog pokrova kabine, koji je pilotu omogućavao odličnu vidljivost u svim smjerovima. Kako bi se olakšao ulazak i napuštanje aviona, originalni Typhoon IA je na lijevom dijelu kabine imao vrata nalik automobilskim. U borbi se pokazalo da takvo rješenje, uz neke dobre strane, ima i mnogo više nedostataka. Prvi i najveći je bila tendencija da se vrata sama otvaraju tijekom leta, naročito tijekom zračne borbe kad je avion bio pod posebno jakim opterećenjem. Osim toga, njihovo je uklanjanje omogućilo novi raspored u kabini, znatno više nalik ostalim britanskim lovačkim avionima. Novi kapljičasti pokrov kabine pokazao se toliko dobrim da su ga Amerikanci odmah kopirali na svojim lovcima North American P-51 Mustang i Republic P-47 Thunderbolt, a i danas je standard za sve zapadne lovačke avione. Modificiran je i ispušni sustav da bi se smanjio ulazak ispušnih plinova u kabinu. Kako je motor davao čak 2200 KS, odlučeno je da se De Havillandov propeler Hydromatic s tri kraka zamijeni učinkovitijim s četiri. Pojačana je i oklopna zaštita kabine. Izmijenjen je i način punjenja topova jer se stari pokazao nepouzdanim. Poboljšan je i ciljnik koji je originalno rađen za zračnu borbu, a sad je dobio i mogućnost ciljanja za bombe i nevođene rakete zrak-zemlja.
Stari motor Sabre IIA, koji je davao 2180 KS, zamijenjen je novim Sabre IIB, koji je davao 2200 KS, a kasnije je uveden i Sabre IIC s 2260 KS. Osim neznatnog povećanja snage, novi su motori donijeli i znatno veću pouzdanost, najveću boljku ranijih Typhoona. Međutim, nikada nije do kraja riješen problem samozapaljenja tijekom startanja motora. Zbog toga je 1944. i 1945. na zemlji izgorjelo čak 28 Tyhpoona.

### Typhoon u borbi
Do Dana-D i početka iskrcavanja na Normandiju, Gloster je uspio isporučiti gotovo 2000 Typhoona, koji su raspoređeni u 26 eskadrila. Već na samom početku, i prije samog iskrcavanja trupa na francusku obalu, Typhooni su dobili zadaću uništavanja njemačkih radarskih postaja. Nakon toga preusmjereni su na zadaće bliske zračne potpore. Pritom je rabljen novi način djelovanja, pri kojem su avioni kružili nad širim područjem djelovanja, a u napad su kretali nakon što su dobili poziv sa zemlje. Na taj način Typhooni su pružali blisku zračnu potporu i uništavali točno određene ciljeve. Često su to bili jedan ili dva tenka, ili strojničko gnijezdo koji su onemogućavali daljnje napredovanje. Typhooni su se pokazali učinkoviti i protiv njemačkih topničkih položaja i linija opskrbe. Tako je skupina Typhoona 17. srpnja 1944. napala njemačko stožerno vozilo u kojem se nalazio zapovjednik njemačkih snaga u Francuskoj, feldmaršal Erwin Rommel. Rommel je teško ranjen i više nikad nije vraćen na zapovjednu funkciju.
Svoju je učinkovitost Typhoon posebno pokazao tijekom bitke za Falaise Pocket, koja se odigravala u trećem tjednu kolovoza 1944. U nastojanju da se zaustavi savezničko napredovanje Hitler je osobno zapovjedio da se jedna divizija ne smije povući "ni pod koju cijenu". Znatno nadmoćnije savezničke snage sabile su cijelu diviziju na prostor gradića Falaise i potom je počele uništavati snažnom topničkom paljbom i zračnim udarima. Pritom su se posebno učinkovito pokazali Typhooni, koji su, svojim nevođenim raketama zrak-zrak i topovima od 20 mm, doslovno uništavali svaki cilj, posebno pokretne ciljeve. Nakon uništenja divizije u Falaiseu, njemački je otpor znatno oslabio. Još jedna slavna operacija u kojoj su Typhooni odigrali značajnu ulogu bila je napad na stožer njemačke 15. armije u nizozemskom Dodrechtu. U tri vala napada Typhooni su uspjeli eliminirati dva generala i 70 stožernih časnika.
Oko 60 Typhoona naknadno je modificirano u izvidničke avione, te su označeni kao FR.IB. Uklonjeni su im lanseri raketa i dva topa. Umjesto toga opremljeni su različitim fotoaparatima. Na jednom je Typhoonu testirana mogućnost prenamjene u noćnog lovca, te je opremljen radarom AI Mark VI i označen kao NF.IB. Osim toga, Hawker je na barem jednom Typhoonu testirao mogućnost ugradnje šest topova kalibra 20 mm. Najveći napredak učinjen je s uporabom novog "prstenastog" hladnjaka umjesto klasičnog u podbratku ispod motora. Iako je novi hladnjak znatno poboljšao letne odlike, prije svega maksimalnu brzinu i brzinu penjanja, ministarstvo zrakoplovstva nije dopustilo nikakve izmjene u proizvodnji. Proizvodnja Typhoona obustavljena je u studenom 1945., nakon što je Gloster isporučio 3300. avion ovog tipa. Toj brojci treba dodati i 17 aviona proizvedenih u Hawkeru.
Značenje Typhoona u borbama 1944. i 1945. godine u sjeverozapadnoj Europi bilo je izuzetno. Njegova debela krila omogućavala su mu da, osim topničkog naoružanja, nosi i velik ofenzivni teret, a snažan motor davao mu je izvrsne letne odlike na malim visinama. Zbog toga Typhoon nije bio samo opasnost za postrojbe prve crte, već i za zapovjedništva korpusa i armija. Usprkos velikim uspjesima, Typhoon je do kraja operativne uporabe trpio i od velikih nedostataka. Zbog toga je povučen iz operativne uporabe odmah nakon kraja 2. svjetskog rata.

## Inačice
- F.18/37 N - Prototip
- Mk.IA - Lovac-Bombarer
- Mk.IB - Bombarder
- NF Mk.IB - Noćni Lovac
- FR Mk.IB - Izvidnik

## Tehničke karakteristike (Typhoon Mk Ib)
Osnovne karakteristike
- posada: 1
- dužina: 9,73 m
- raspon krila: 12,67 m
- površina krila: 29,6 m2
- visina: 4,66 m

Letne karakteristike
- najveća brzina: 650 km/h
- dolet: 980 km
- brzina penjanja: 13,4 m/s
- najveća visina leta: 10.400 m
- specifično opterećenje krila: 223,5 kg/m2
- motor: klipni motor Napier Sabre Mk.IIC

## Vanjske poveznice
- Hawker Typhoon - aviation-history.com
- Hawker Typhoon - wwiiaircraftperformance.org   Arhivirana inačica izvorne stranice od 13. ožujka 2009. (Wayback Machine)